# Paul Mulders
Pour les articles homonymes, voir Mulder.
Paul Mulders, né le 16 janvier 1981 à Amsterdam aux Pays-Bas, est un footballeur international philippin d'origine néerlandaise. 

## Biographie

### Sélection
Paul Mulders est convoqué pour la première fois par le sélectionneur national Michael Weiß pour un match des Éliminatoires de la Coupe du monde 2014 face au Sri Lanka le 29 juin 2011. Le 24 novembre 2012, il marque son premier but en équipe des Philippines lors du match de l'AFF Suzuki Cup 2012 face à la Thaïlande.
Il participe à l'AFC Challenge Cup en 2012 avec les Philippines.

## Statistiques

### Buts en sélection
Le tableau suivant liste les résultats de tous les buts inscrits par Paul Mulders avec l'équipe des Philippines.